# Partido de General Belgrano
Partido de General Belgrano är en kommun i Argentina.   Den ligger i provinsen Buenos Aires, i den centrala delen av landet, 140 km söder om huvudstaden Buenos Aires. Antalet invånare är 15 381.
Trakten runt Partido de General Belgrano består till största delen av jordbruksmark. Runt Partido de General Belgrano är det glesbefolkat, med 9 invånare per kvadratkilometer.